# Movimiento Demócrata Social
Movimiento Demócrata Social (deutsch: Demokratisch-Soziale Bewegung, Abkürzung: MDS), oft auch nur als Demokraten abgekürzt, ist eine bolivianische politische Partei, die 2013 von Politikern gegründet wurde, die mit der rechten Mitte des politischen Spektrums des Landes und der Bewegung für mehr Autonomie für die östlichen Departements der Media Luna verbunden sind.

## Geschichte
Rubén Costas, Gouverneur des Departamentos Santa Cruz, kündigte die Gründung der Partei im März 2013 an. Im April 2013 versammelten sich zwanzig führende Persönlichkeiten zur Gründung der Partei, darunter Costas, der Gouverneur von Beni, Carmelo Lens, sein Vorgänger Ernesto Suárez, Senator Bernard Gutiérrez (PPB-Cochabamba) und Ninoska Lazarte, Mitglied des Stadtrats von Cochabamba. Gastgeberin der Auftaktveranstaltung war Savina Cuéllar, die ehemalige Präfektin des Departamentos Chuquisaca, die wegen der Gewalttaten vom 24. Mai 2008 in Sucre angeklagt ist und zu sieben Jahren Haft verurteilt wurde.
Nach einem gescheiterten Antrag, die Registrierung von Costas Partei „Wahrheit und Sozialdemokratie“ (VERDES), der Partei „Erneuernde Freiheit und Demokratie“ (Libertad y Democracia Renovadora; Líder) und dem Consenso Popular im Juni rechtlich zusammenzulegen, genehmigte das Oberste Wahlgericht dem Volkskonsens im August 2013, sich in Movimiento Demócrata Social umzubenennen.
Das MDS nahm an der Wahl 2014 im Bündnis mit der Unidad Nacional (UN) teil, unterstützte die Präsidentschaftskandidatur von Samuel Doria Medina und wählte 4 Abgeordnete und einen Senator. Bei der Wahl 2019 brach das MDS ihr Bündnis mit der Unidad Nacional und unterstützte die Präsidentschaftskandidatur von Óscar Ortiz, während die UN Carlos Mesa unterstützte.
Das Parteimitglied und Oppositionssenatorin Jeanine Áñez wurde im November 2019 Interimspräsidentin von Bolivien, nachdem die Regierung von Evo Morales zurückgetreten war. Dieser Schritt wurde von den Senatoren der Bewegung für Sozialismus (MAS), der Partei von Morales, angefochten, die die Mehrheit in der Versammlung hatten und nicht anwesend waren, und somit feststellten, dass die Wahl zum Interimspräsidenten ohne Quorum stattfand. Der Vorgang wurde jedoch vom plurinationalen Verfassungsgericht bestätigt, das feststellte, dass er dem in der bolivianischen Verfassung festgelegten Nachfolgemechanismus folgte.